# Greg Gutfeld
Gregory John Gutfeld (* 12. září 1964 San Mateo, Kalifornie) je americký televizní moderátor, libertariánský politický komentátor, komik a spisovatel. Je moderátorem noční komediální talk show Gutfeld! a od května 2015 do března 2021, kdy bylo oznámeno, že pořad přechází na všední večery, uváděl sobotní vydání pořadu Gutfeld! s názvem The Greg Gutfeld Show. Gutfeld je také jedním z pěti spolumoderátorů a panelistů politické talk show The Five. Oba jeho pořady vysílá televizní stanice Fox News. V letech 2007 až 2015 Gutfeld moderoval seriál Red Eye, noční talk show vysílanou ve 3:00, která se rovněž vysílala na Fox News.